# Fort Yukon
Fort Yukon (gwich’in: Gwich'yaa Zhee) är en ort (city) i Yukon-Koyukuk Census Area i delstaten Alaska i USA. Orten hade 583 invånare, på en yta av 19,34 km² (2010). Fort Yukon grundades 1847 som ett fort längs Yukonfloden. Den ligger på Norra polcirkeln och orten har en flygplats.